# Транкіло Капоццо
Транкіло Капоццо (ісп. Tranquilo Cappozzo; нар. 25 січня 1918, США — пом. 14 травня 2003, Вальє Ермосо, Пунілья, Кордова, Аргентина) — аргентинський академічний веслувальник. Олімпійський чемпіон (1952).

## Життєпис
Народився у США й приїхав до Аргентини у 18-річному віці. Спочатку займався велоспортом, але згодом перейшов у академічне веслування.
На літніх Олімпійських іграх 1948 року в Лондоні (Велика Британія) в одиночному розряді дістався півфіналу.
На літніх Олімпійських іграх 1952 року в Гельсінкі (Фінляндія) став олімпійським чемпіоном серед парних двійок у парі з Едуардо Герреро (з результатом 7:32.2).